# 영광스러운 6월 1일
영광스러운 6월 1일(영어: Glorious First of June), 또는 제4차 웨상 전투(영어: Fourth Battle of Ushant)는 프랑스 혁명 전쟁 중이던 1794년 그레이트브리튼 왕국과 프랑스 제1공화국 간에 벌어진 첫 함 추적 전투이자 가장 규모가 큰 함 추적 전투였다. 프랑스에서는 이 전투를 '공화국 2년 목월 13일의 전투'(프랑스어: Bataille du 13 prairial an 2) 또는 '목월의 전투'(프랑스어: Combat de Prairial)라고 부른다.
이 전투는 이전 달인 5월에 비스케이만을 종횡무진했던 대서양 전역이 정점에 달한 것으로, 영국 해군과 프랑스 해군 모두 수많은 상선과 몇몇 전함들을 나포하고 부분적으로 함 추적 전투를 벌였지만 무승부로 끝났다. 리처드 하우가 이끄는 영국 해협 함대는 미국에서 오는 프랑스 곡물 수송대를 막으려고 했다. 곡물 수송대는 루이 토마 빌라레 드 주아예즈가 이끄는 프랑스 대서양 함대의 보호를 받고 있었다. 영국 해군과 프랑스 해군은 1794년 6월 1일 프랑스 섬 웨상에서 700km 떨어진 대서양 해상에서 맞붙었다.
전투 동안 하우는 프랑스 해군을 향해 함대를 돌려서 각 전함에게 갈퀴를 발사한 다음, 마주치는 적과 교전하라고 명령하였고, 이는 해군의 관습을 무시하는 것이었다. 하우의 함장들은 예상치 못한 명령을 이해하지 못했고, 이로 인해 하우의 공격은 그가 의도했던 것보다 단편적이었다. 그럼에도 불구하고 영국 함선들은 프랑스 함대에 심각한 전술적 패배를 안겨주었다. 전투 이후 두 함대는 모두 뿔뿔이 흩어져 더 이상 전투를 이어갈 상황이 아니었고, 하우와 빌라레는 각자의 모항으로 귀환했다. 전열함 7척을 잃었지만, 빌라레는 프랑스 곡물 수송선이 하우의 함대에 방해받지 않고 무사히 목적지에 도착하게 하여 전략적으로 성공을 거두었다. 그러나 빌라레의 전함들이 항구로 철수함으로써, 영국 해군이 남은 전쟁 기간 동안 자유롭게 봉쇄 작전을 수행할 수 있었다. 양측 해군은 전투 직후 모두 승리를 주장했고, 양국의 언론은 자신들의 해군의 기량과 용기에 대한 설명으로 가득했다.
영광스러운 6월 1일 영국 및 프랑스 해군이 프랑스 혁명 전쟁 초기부터 안고 있던 주요한 문제들을 보여주었다. 영국과 프랑스 해군 모두 함장들이 명령을 따르지 않았으며, 인원이 부족한 승무원들 간에는 규율이 잡혀있지 않았고 훈련이 부족했다. 또한 양국의 함장 모두 전투가 최고조에 달했을 때 효과적으로 함대를 통솔하지 못했다.